# 羅藍亞
羅藍亞（英語：Lana Lo）出生於香港、成長於加州，她是邵氏片場導演羅馬的第三個女兒，也是藝人胡宇威的表姊。

## 早年生涯
羅藍亞出生於香港，並在三歲時隨家人遷居洛杉磯；她有來自香港與臺灣的血緣關係，並因此熟稔於廣東話、英語及標準漢語。
她自小就喜愛歌唱，並經常受邀獻聲於各種政治與慈善場合。

## 職業生涯
羅藍亞出道於2009年；在此之前，羅藍亞曾在愛德華·甘迺迪所舉辦的活動上演唱，獲得傑曼·傑克森賞識並因而結識其歌唱導師Bob Corff，並藉由其導師認識其首位經紀人。
2009年，她以個人專輯《期待》出道；鮑比達為該專輯擔任監製並創作其中九首歌曲。出道時，她因長相被賦予「山寨版陳法拉」的封號。此外，她也曾被稱為「小張惠妹」。
在轉往大陸地區發展一段時間後，她在2013年再度返回香港與張繼聰合唱《新不了情》，並因而在當地受到矚目。

## 作品

### 個人專輯
- 《期待》(2009年8月7日發行)[8]

### 單曲
- 〈Are You In〉(2010年海洋公園十月全城哈囉喂廣告主題曲)

## 獎項
- 新城勁爆新登場海外歌手 (2009年)[9]

## 連結
- 羅藍亞的Facebook專頁
- 羅藍亞(Lana Lo)的歷年專輯與介紹- KKBOX （页面存档备份，存于）
- LANA LO （页面存档备份，存于）(個人舊官網)
- LLPOPFans - YouTube